# 2022년 케냐 대통령 선거
2022년 케냐 대통령 선거는 2022년 8월 9일 케냐에서 치러진 총선이다. 케냐의 대통령, 부통령, 주지사, 상원의원, 국회의원, 여성 의원, 카운티 의회 의원을 선출했다.
케냐의 총선은 5년마다 열린다. 이는 2010년 헌법이 공포된 이후 세 번째 총선이자 네 번째 대통령 선거였다. 현직 대통령인 우후루 케냐타는 케냐 헌법에 따라 3선에 출마할 자격이 없었고, 군수도 연임할 자격이 없었다. 2022년 총선은 1992년 다당제 시행 이후 가장 낮은 대선후보 경선이 치러졌다. 선출된 모든 국회의원은 케냐의 제13대 의회에 선출된다.
윌리엄 루토는 라일라 오딩가를 제치고 케냐의 대통령으로 선출되었다. 8월 22일, 오딩가는 독립 선거 및 경계 위원회(IEBC) 의장인 와풀라 체부카티가 발표한 결과에 이의를 제기하는 탄원서를 케냐 대법원에 제출했다. 9월 5일, 케냐 대법원은 도전을 기각하고 루토의 승리를 지지했다.

## 배경
케냐 헌법은 국회의원 총선거를 8월 둘째 주 화요일에 실시하도록 규정하고 있다. 케냐가 전쟁 중인 경우 하원 전체 의원의 3분의 2 이상 찬성으로 각 하원에서 결의안이 통과되면 선거가 연기될 수 있다. 이러한 결의안은 선거를 최대 6개월까지 지연시킬 수 있으며, 지연이 누적적으로 12개월을 초과하지 않는 한 여러 번 통과될 수 있다.
헌법은 대통령 선거가 총선과 동시에 실시되도록 규정하고 있다. 차기 총선을 앞두고 대통령직이 공석이 되고 부통령직도 공석이 되는 경우(그렇지 않으면 대통령직을 맡게 될) 대통령 선거가 조기에 치러질 수 있다. 이 경우 대통령 공석 발생 후 60일 이내에 선거를 치러야 한다.
현직 대통령 우후루 케냐타는 케냐 헌법에 연임제한이 있어 3선을 추진할 자격이 없었다. 각 군에서 두 번 연임한 군수도 연임할 수 없었다.

## 선거 제도
케냐의 대통령은 제1차 투표에서 승리하기 위해 2라운드 시스템을 수정하여 선출되며, 후보자는 케냐의 47개 주 중 적어도 24개 주에서 50% 이상의 득표율을 얻어야 한다. 그렇지 않을 경우 상위 두 후보 간에 2차 투표가 진행되며, 가장 많은 표를 얻은 후보가 승리한다.
케냐 의회는 상원과 하원으로 구성되어 있으며, 둘 다 5년 임기로 완전히 갱신된다. 2022년에 선출된 사람들은 제13대 케냐 의회를 구성할 것이다.
국회의원은 350명으로 이 중 290명이 1인 선거구에서 선출된다. 나머지 60곳 중 47곳은 여성 예비선거구이며 47개 군을 기준으로 한 소선거구제에서 선출된다. 나머지 13석에는 정당이 의석수를 기준으로 지명하는 12석, 국회의장 1명이 포함돼 있다. 지명된 회원은 청소년, 장애인 및 근로자를 위해 예약되어 있다.
68명의 상원의원은 4가지 방법으로 선출되며, 47명은 주별로 1인 선거구에서 선출된다. 정당은 좌석 점유율에 따라 여성 16석, 청소년 2석, 장애인 2석을 배정받는다. 연사는 또한 전직 공식 회원으로 선출된다.